# Plectrocnemia intermedia
Plectrocnemia intermedia är en nattsländeart som beskrevs av Martynov 1917. Plectrocnemia intermedia ingår i släktet Plectrocnemia och familjen fångstnätnattsländor. Inga underarter finns listade i Catalogue of Life.